# Hetereleotris tentaculata
Hetereleotris tentaculata är en fiskart som först beskrevs av Smith, 1958.  Hetereleotris tentaculata ingår i släktet Hetereleotris och familjen smörbultsfiskar. Inga underarter finns listade i Catalogue of Life.